# Pain
Pain este o formație de heavy metal cu influențe de muzică electronică și techno, din Suedia, înființată în anul 1996.

## Istoric
Trupa a fost înființată de către Peter Tägtgren, solist, chitarist și compozitor, care inițial a dorit o trupă de heavy metal în care el să cânte la toate instrumentele. Apoi a avut ideea de a îmbina stilul metal cu influențe techno.

## Peter Tägtgren

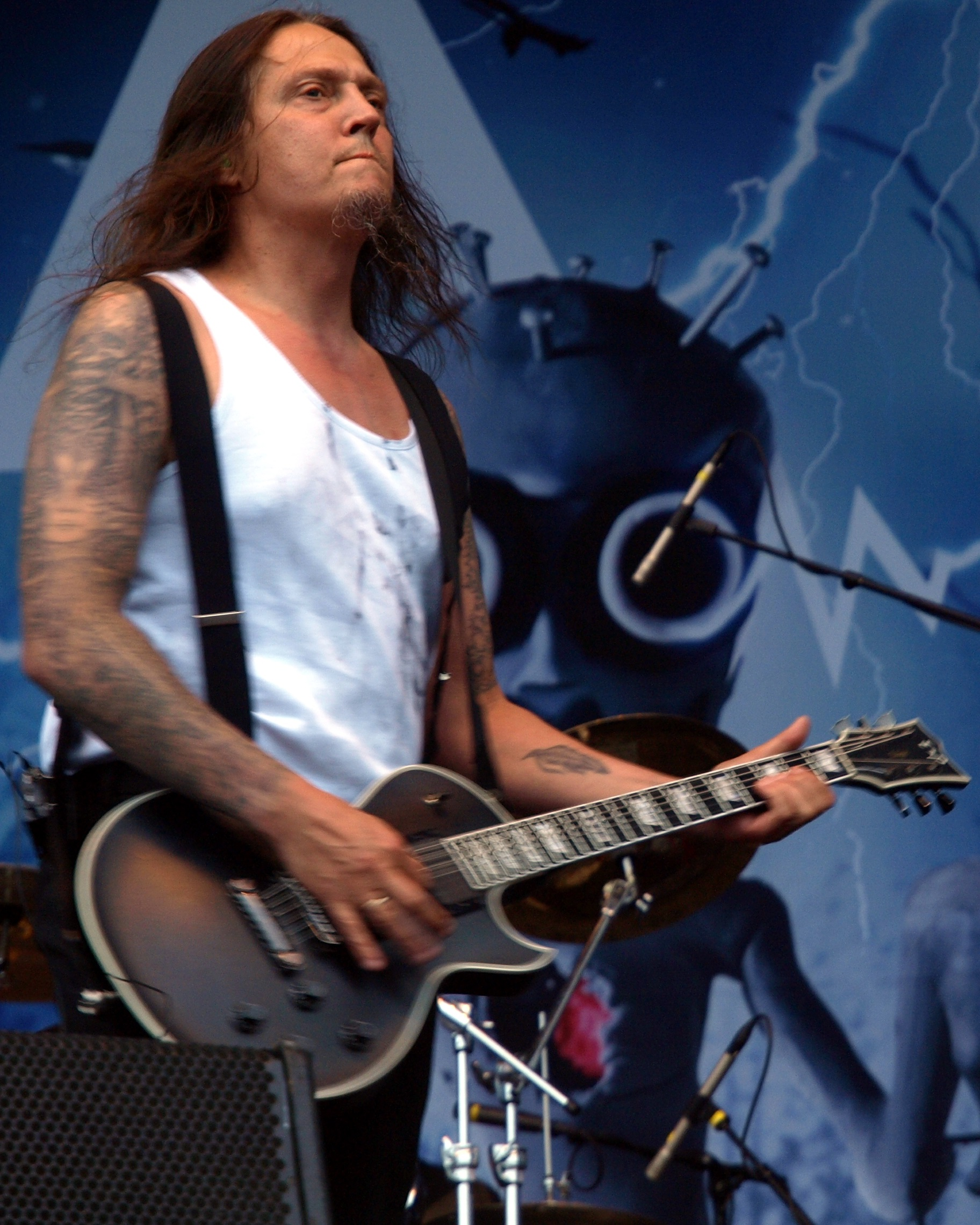
Tägtgren în timpul unui concert al trupei Pain.

Peter esre solistul și chitaristul trupei. S-a născut în Suedia, la 3 iunie 1970. A început să cânte la tobe de la vârsta de 9 ani, apoi a continuat cu chitară, chitară bas și clape. Momentan, este implicat în mai multe proiecte printre care: Hypocrisy, Lock Up, The Abyss, War, Bloodbath,  Marduk, E-Type, Dimmu Borgir, Immortal, Amon Amarth, Children of Bodom, Skyfire, în care fie a cântat ca vocalist sau la instrumente, fie este compozitor sau producător. 
În 2008, a înregistrat piesa Follow me, în care cântă alături de solista trupei Nightiwish, Anette Olzone. Alături de aceasta a întreprins un turneu european.
În 2015, a început un nou proiect muzical, numit Lindemann, alături de vocalistul trupei Rammstein, Till Lindemann.

## Membri
- Peter Tägtgren - chitară, voce
- David Wallin - baterie
- Michael Bohlin - chitară
- Johan Husgafvel – chitară bas

## Discografie
- Pain (1997)
- Rebirth (2000)
- Nothing Remains The Same (2002)
- Dancing With The Dead (2005)
- Psalms Of Extinction (2007)
- Cynic Paradise (2008)
- Cynic Paradise (ediție specială) (2010)
- You Only LIve Twice (2011)
- Coming Home (2016)

## Legături externe
- Site web oficial